# Skamieniałość śladowa

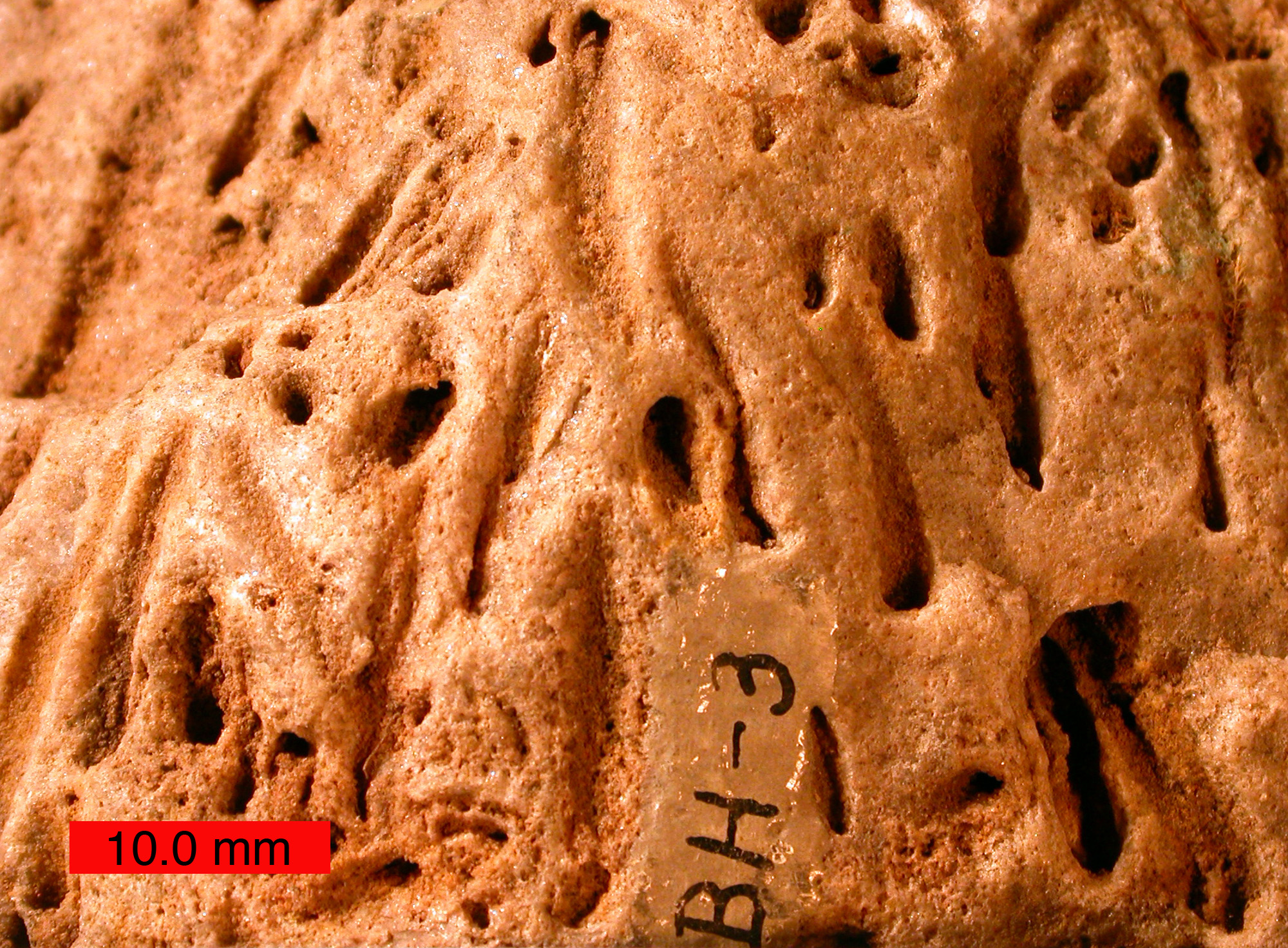
Skolithos

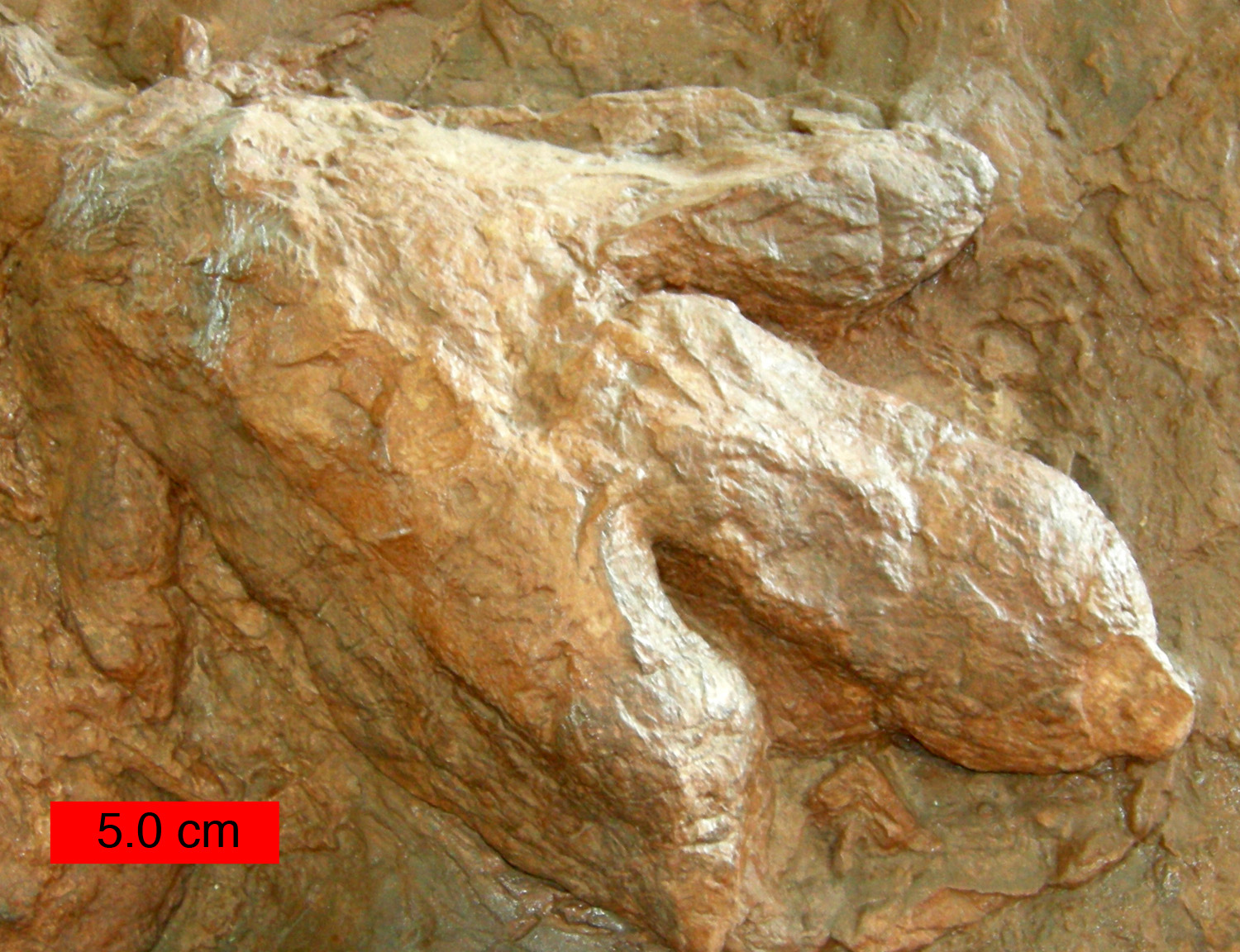
skamieniały ślad stopy dinozaura

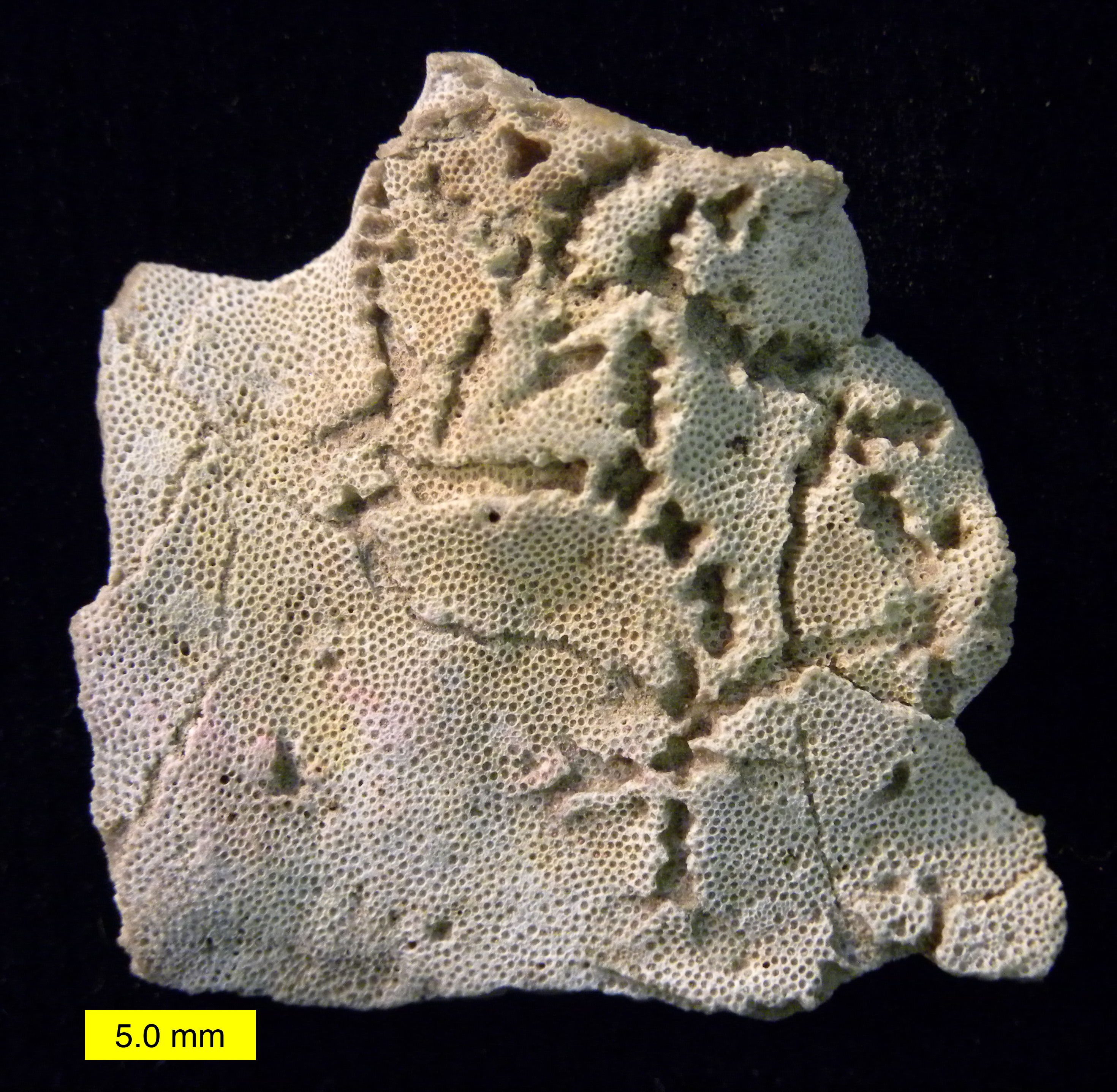
Przykład bioimmuracji: otwory w kształcie gwiazdek – ślady organizmu bezszkieletowego na szkielecie mszywioła z ordowiku.

Skamieniałość śladowa, ichnoskamieniałość, ichnofosylium (l.mnoga: ichnofosylia) – skamieniały ślad działalności życiowej zwierzęcia (np. żerowania, drążenia w osadzie, tropy, odchody).
Niektóre skamieniałości śladowe bezkręgowców odgrywają dużą rolę jako wskaźnik paleośrodowiska, zwłaszcza w osadach ubogich w inne skamieniałości (np. we fliszu). 
Niektóre skamieniałości śladowe najniższego wczesnego kambru mają znaczenie w datowaniu wieku skał, jednak generalnie skamieniałości śladowe są bardzo rzadko używane do datowań.

## Rodzaje skamieniałości śladowych
- Tropy, czyli ślady ruchu zwierząt. Na podstawie tropów kręgowców rekonstruuje się prędkość ich poruszania, a czasami także np. stadny tryb życia.
- Ślady spoczynku.
- Ślady żerowania.
- Miejsca zamieszkania.
- Koprolity, grudki kałowe. Skamieniałe odchody są badane pod kątem ustalenia rodzaju spożywanego pokarmu.
- Gastrolity, czyli kamienie żołądkowe.
- Zmiany patologiczne i ślady interakcji między organizmami; dotyczą skamieniałości strukturalnych.
- Bioimmuracja, czyli porastanie jednych organizmów przez inne. Zobacz też: Ksenomorfia - zmienność kształtu osobniczego, związana z podłożem na którym osobnik się rozwija. Dzięki zjawisku ksenomorfii możliwe jest też odwzorowanie śladów osobników bezszkieletowych na osobnikach szkieletowych[1].

## Nazewnictwo
Poszczególnym rodzajom morfologicznym skamieniałości śladowych nadawane są nazwy łacińskie na wzór nazw biologicznych stosowanych w systematyce, podobnie są one grupowane hierarchicznie w jednostki. Ponieważ jednak bardzo rzadko daje się powiązać skamieniałość śladową z prawdziwym organizmem, to nazwy jednostek systematycznych skamieniałości śladowych opatrywane są przedrostkiem ichno, np. ichnogatunek, ichnorodzaj i nie można ich traktować jako biologicznych nazw zwierząt.
Przykładem ichnotaksonu jest Cruziana, czyli skamieniałe ślady, a właściwie ich hieroglify, czyli odlewy, pełzania trylobitów.

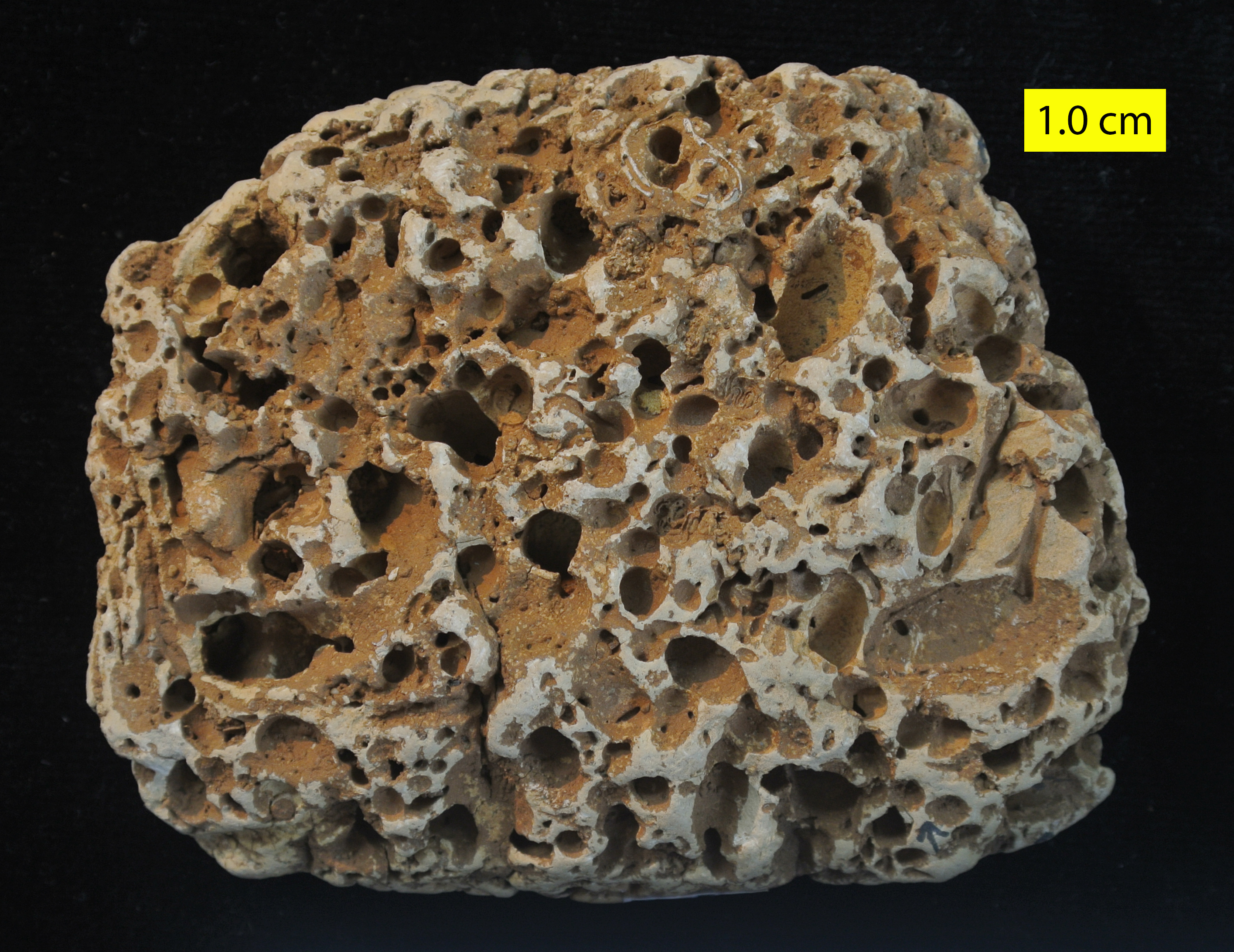
Gastrochaenolites
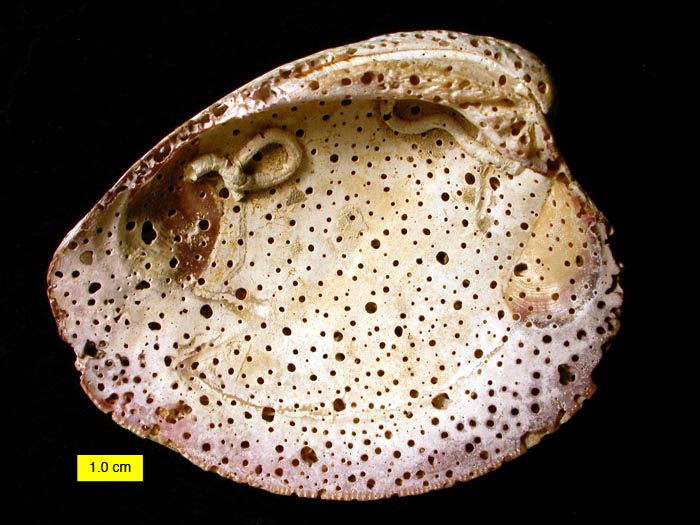
Entobia
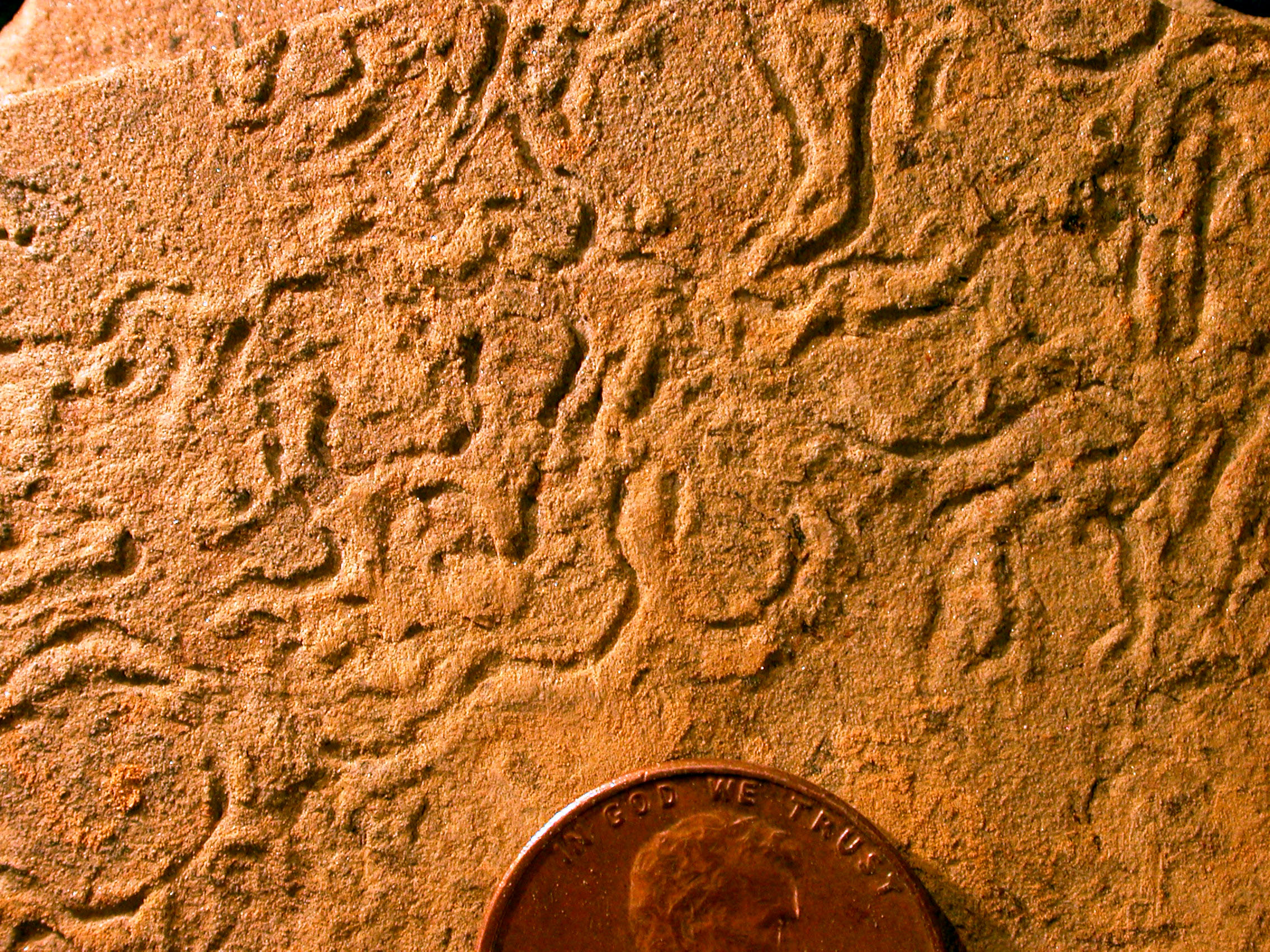
Helminthopsis
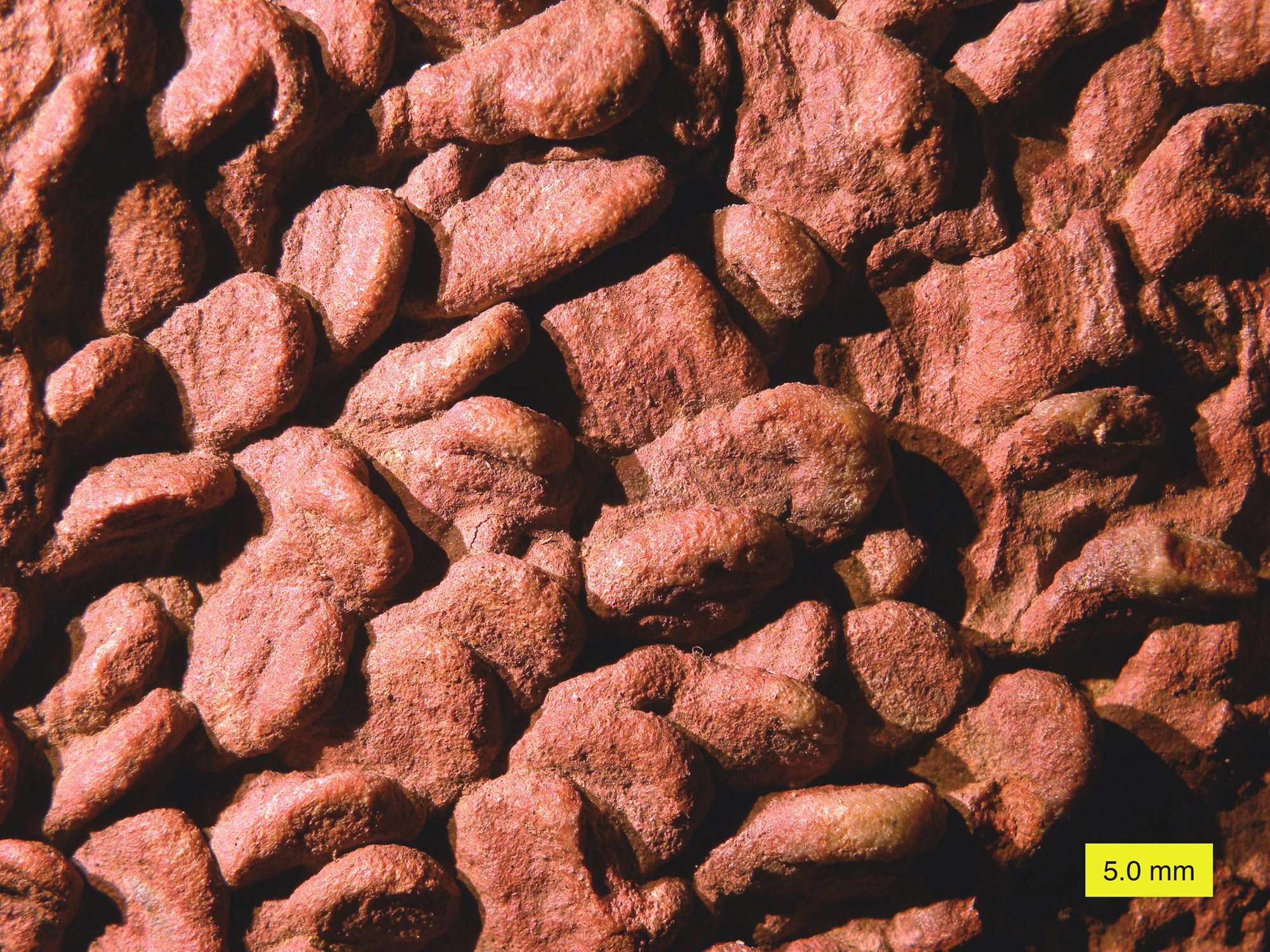
Lockeia
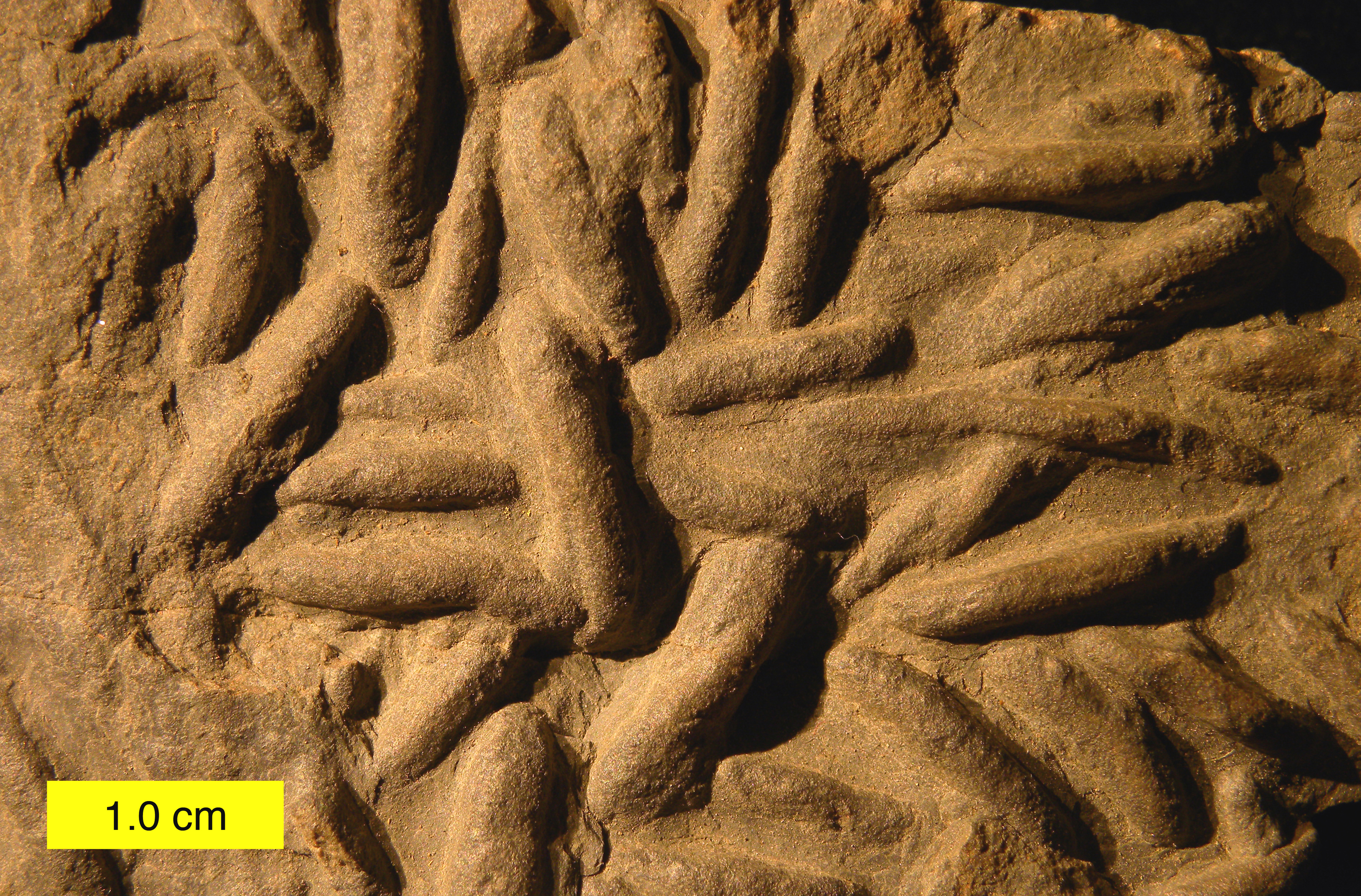
Lockeia